# سباستین بنگا
سباستین بنگا (انگلیسی: Sebastián Benega؛ زادهٔ ۲۰ مهٔ ۱۹۹۹) بازیکن فوتبال است.
از باشگاه‌هایی که در آن بازی کرده‌است می‌توان به باشگاه فوتبال بانفیلد اشاره کرد.